# Раков, Николай Петрович
Никола́й Петро́вич Ра́ков (1908—1990) — советский композитор, дирижёр, пианист, скрипач, педагог. Народный артист СССР (1989). Лауреат Сталинской премии второй степени (1946).

## Биография
Родился 1 (14) марта 1908 года в Калуге, в богатой семье купца Петра Степановича Ракова, который после 1917 года отдал всё, вплоть до своего огромного магазина городу, а сам пошёл работать туда простым продавцом. Отчий дом сохранился, современный адрес Театральная улица, д. 9. В 1930 году Пётр Раков с женой и старшей дочерью Варварой были отправлены в ссылку в Архангельск.
Ещё в семилетнем возрасте начал брать уроки игры на фортепьяно. Через несколько лет настолько увлёкся скрипкой и так её освоил, что к своим двенадцати годам стал профессионалом, играя в калужском городском оркестре и исполняя на скрипке сложную музыку И. С. Баха. С 1920 года учился в музыкальном училище. В 1920—1924 годах — скрипач и пианист Губполитпросвета Калуги. В составе небольшого оркестра давал публичные концерты в кинотеатрах города, клубах, в городском саду. 
По воспоминаниям Марии Евгеньевны Шереметевой, возглавлявшая в те годы Общество истории и древностей в Калуге, в её этнографические экспедиции по селам губернии ходил и юный ученик городской школы Коля Раков. Он изучил песенное народное творчество, записывал не только слова песен, но и мелодии, исполнявшиеся сельскими музыкантами на жалейках, деревянных дудках и рожках. Собранные им русские народные песни были опубликованы в книге М. Шереметьевой «Свадьба в Гамаюновщине Калужского уезда», использовались впоследствии при создании «Русской увертюры» и многих фортепианных пьес. Позже, в 1950-х годах, приезжая в Калугу и выступая на музыкальных вечерах, композитор признавался о том, сколь много для него и его творческого развития дали эти фольклорные экспедиции, в которых он познавал душу русского народного музыкального искусства.
В 1922 году поступил в Московскую консерваторию, но через месяц возвратился в Калугу, так как в столице негде было жить. Однако это не мешало ему в Москве брать частные уроки у Д. С. Крейна. Через два года поступил в Музыкальный техникум им. А. Г. и Н. Г. Рубинштейнов (ныне Музыкальное училище при Московской консерватории) в Москве по классу скрипки  А. А. Берлина (окончил в 1930 году). 
В 1924—1930 годах выступал как скрипач и пианист в кинотеатрах, театрах и концертных залах Москвы и других городов. В свои неполные двадцать лет — скрипач оркестра Театра имени Е. Б. Вахтангова.
В это время пишет первые свои музыкальные миниатюры: «Марш», «Колыбельную» и «Петрушку» для квартета духовых инструментов. 
В 1931 году окончил Московскую консерваторию им. П. И. Чайковского, где обучался композиции у Р. М. Глиэра. 
С 1949 года выступал в качестве дирижёра и пианиста, исполняя свои сочинения и произведения классического репертуара.
В 1933—1934 годах — преподаватель Московского областного музыкального техникума (ныне Музыкальное училище при Московской консерватории). С 1932 года — преподаватель, с 1943 года — профессор Московской консерватории по классу инструментовки. Работая в консерватории в течение 58 лет, воспитал ряд известных композиторов, среди которых Э. В. Денисов, А. Я. Эшпай, В. И. Мурадели, А. Г. Шнитке, а также написал два больших пособия по оркестровке.
Автор учебного пособия «Задачи по инструментовке» (М., 1975)
Николай Петрович Раков умер 3 ноября 1990 года в Москве от рака предстательной железы. Похоронен на Донском кладбище.

### Семья
- Жена — Слободенюк Лидия Антоновна, балерина.

## Награды и звания
- Заслуженный деятель искусств РСФСР (1966)[8]
- Народный артист РСФСР (1975)
- Народный артист СССР (1989)
- Сталинская премия второй степени (1946) — за концерт для скрипки с оркестром
- Медаль «За доблестный труд в Великой Отечественной войне 1941—1945 гг.»
- Медаль «В память 800-летия Москвы»

## Творчество
Творческое наследие композитора включает в себя большое количество произведений в разных жанрах для разных инструментов. Прославился как автор ряда сочинений для детей и юношества, а также и крупных концертных произведений, среди исполнителей которых были Д. Ф. Ойстрах, О. М. Каган и др. 
Основное место в его творчестве занимает инструментальная музыка (симфоническая и камерная), в которой композитор широко использует русский народно-песенный мелос, а также фольклор народов Советского Союза (Марийская сюита, Первая симфония (на материале напевов киргизского акына Т. Сатылганова), Русская увертюра, 10 фортепианных пьес на народные темы и др.). Для симфонических произведений характерны красочность, изысканность оркестрового письма; среди произведений крупной формы выделяется Первый концерт для скрипки с оркестром (1944). Композитор много работал в области инструментальной миниатюры. В его музыке преобладают лирические, светлые, мечтательные настроения; в ряде произведений воплощены образы юности (Вторая и Третья симфонии, симфониетта). Создатель обширного педагогического репертуара для музыкальных школ и училищ, включающего произведения для фортепиано, струнных, духовых и народных инструментов, для различных по составу ансамблей, ученических концертов.

### Основные сочинения
Сочинения для оркестра
- Четыре симфонии (1940; Молодёжная, 1957; для струнного оркестра — Маленькая, 1962; 1973)
- Симфониетта (для струнного оркестра, 1958)
- Сюиты — Марийская (1931), Танцевальная (1934), Концертная (1949), Балетная (1950)
- Сюиты — I (1933), II (1940)
- Скерцо (1930)
- Интермеццо на темы казахских песен (1931)
- Картина «В степях Казахстана» (1947)
- Лирические напевы (1951)
- Летним днём (5 пьес для струнного оркестра, 1969)
- Вальсы — Концертный (1946), Праздничный (1973), Задумчивый (1973)
- Героический марш (1942)
- Увертюры — Весенняя (1952), Русская (1960), Прелюдия (1975)
- Две поэмы для струнного оркестра (1979, 1981)
- Четыре концерта для фортепиано и струнного оркестра (1969—1977)
- Два концерта для скрипки с оркестром (1944, 1963)
- Концерт для кларнета с оркестром (1986)
- Концерт для гобоя с оркестром (1986)
- Концертино для скрипки и струнного оркестра (1960)
- Концертная фантазия для кларнета с оркестром (1968)
- Двенадцать пьес (1976)
- Четыре пьесы (для 2-х скрипок и струнного оркестра (1964)
- Марши для духового оркестра — Походный (1930), Марш летчиков (1941), Танкист (1942), Дружба молодежи (1956)

Сочинения для оркестра русских народных инструментов
- «Хороводная», «Плясовая», «Протяжная», «Вариация на тему русских народных песен» (1949)
- Восемь пьес (1951)
- Увертюра (1952)
- Сюита (четыре пьесы, 1965)
- Силуэты (десять пьес, 1974)

Сочинения для эстрадного оркестра
- Пьесы

Сочинения для духовых
- Три миниатюры — для квартета деревянных духовых инструментов (1929)
- Три квинтета — для медных духовых инструментов (1987—1989)

Камерные сочинения
- Две сонаты — для скрипки и фортепиано (1951, 1974)
- Три сонатины — для скрипки и фортепиано (1964; 1965; Триптих, 1968)
- Девять пьес — для виолончели и фортепиано (1959)
- Два квартета — для четырёх виолончелей (1984, 1986)
- Соната (1970), Три пьесы (1946), Сонатина (1971) — для флейты и фортепиано
- Две сонаты (1951, 1978), Песня (1955), Юмореска (1956) — для гобоя и фортепиано
- Две сонаты — для кларнета и фортепиано (1956, 1975)
- Сонатина (1963), Вокализ и русская песня песня (1946), Семь пьес (1950), сонаты: I (1956), II (1975) — для кларнета и фортепиано
- Соната (1989), Мелодия (1951), Сюита (1957), Рондо-тарантелла (1961), Вокализ (1968), Сонатина (1973) — для тубы с фортепиано
- Три сонатины (1965, 1970, 1971), Рассказ (1972) — для арфы и фортепиано
- Десять пьес — для 2-х скрипок и фортепиано (1959, 1963)
- Импровизация (1937), Скерцино (1937), Поэма (1943), Романс (1943), Вокализ (1946), Юность (пятнадцать пьес, 1958), Три мелодии (1971), Семь мелодий (1974) — для скрипки и фортепиано
- Поэма (1942), Три пьесы (1942), Романс, Серенада (1943), Девять пьес (1959), Весна пришла (восемь пьес, 1962), Две легкие пьесы (1970), Вариации (1972) — для виолончели и фортепиано
- Рассказ (1930) — для альта и фортепиано
- Романс (1943) — для контрабаса и фортепиано
- Вокализ (1946), Этюд (1955), Пять пьес (1972) — для фагота и фортепиано
- Ария (1954) — для тромбона и фортепиано
- Соната (1967), Три пьесы (1968), Фантазия (1969), В быстром движении (1973), Четыре пьесы (1973) — для домры и фортепиано
- Танцевальная сюита (1934), Три пьесы (1946), Четыре пьесы (1957), Три пьесы (в восемь рук, 1960) — для 2-х фортепиано
- Песни на народные тексты, на слова советских поэтов — для хора и фортепиано
- Песни, романсы на слова русских и советских поэтов — для вокального дуэта и фортепиано
- Романсы, песни, в т. ч. циклы: Четыре романса (сл. А. Крылова, А. Фета, Н. Языкова, Г. Гейне, 1941), Девять романсов на слова советских поэтов (1948), Десять вокализов (1950), Пять эстрадных песен (сл. народные, 1957), Молодость (двенадцать романсов на слова русских и советских поэтов, 1961), Ветер романтики (шесть песен на слова советских поэтов, 1963), С тобой (восемь песен на слова советских поэтов, 1963) — для голоса и фортепиано

Сочинения для фортепиано
- Четыре сонаты (в т.ч. в классическом стиле, 1959; 1973)
- 15 сонатин — I (1950), II (1954), III (1956), IV (Лирическая, 1964), V (Молодёжная, 1970), VI (Сказка, 1970), VII (Весенняя, 1971), VIII (Рондо, 1971), IX (Романтическая, 1972), X (Баллада, 1972), XI (Для маленьких, 1972), XII (Маленькая, 1972), XIII (1975), XIV (1975), XV (1976)
- 8 пьес на тему русской народной песни (1949)
- 10 пьес на народные темы (1969)
- Вариации (h-moll, 1949; F-dur, 1969)
- 9 прелюдий (1930—1936)
- 20 концертных этюдов (1929—1974)
- Танец (1929), Два этюда (1929), Четыре детские пьесы (1929), Лирические пьесы (1935), Две марийские пьесы (1936), Поэма (1940), Три пьесы (1960), 24 пьесы во всех тональностях (1961), Признание, Танго (1968), С тобой, Шарманочка (1969), В тенистом парке (1970), Хорошее настроение, Веселый клоун (1970), Триптих (1970), Шесть пьес для детей (1971), Четыре этюда (1973), Семь портретов (1974), Четыре этюда (1974)
- Новелетты (1937)
- Сюиты: Классическая (1943), II (1956), Акварели (1946)

Сочинения для баяна
- Вальс, Полька (1963), Марш (1964), Мазурка (1966), Фантазия (1967), Двенадцать народных песен в концертной обработке (1969), Контрасты (1969), Сонатина (1970), Соната (1971), Силуэты (1973), Школьные годы (сб., 1973)